# Jüdischer Friedhof (Nochern)

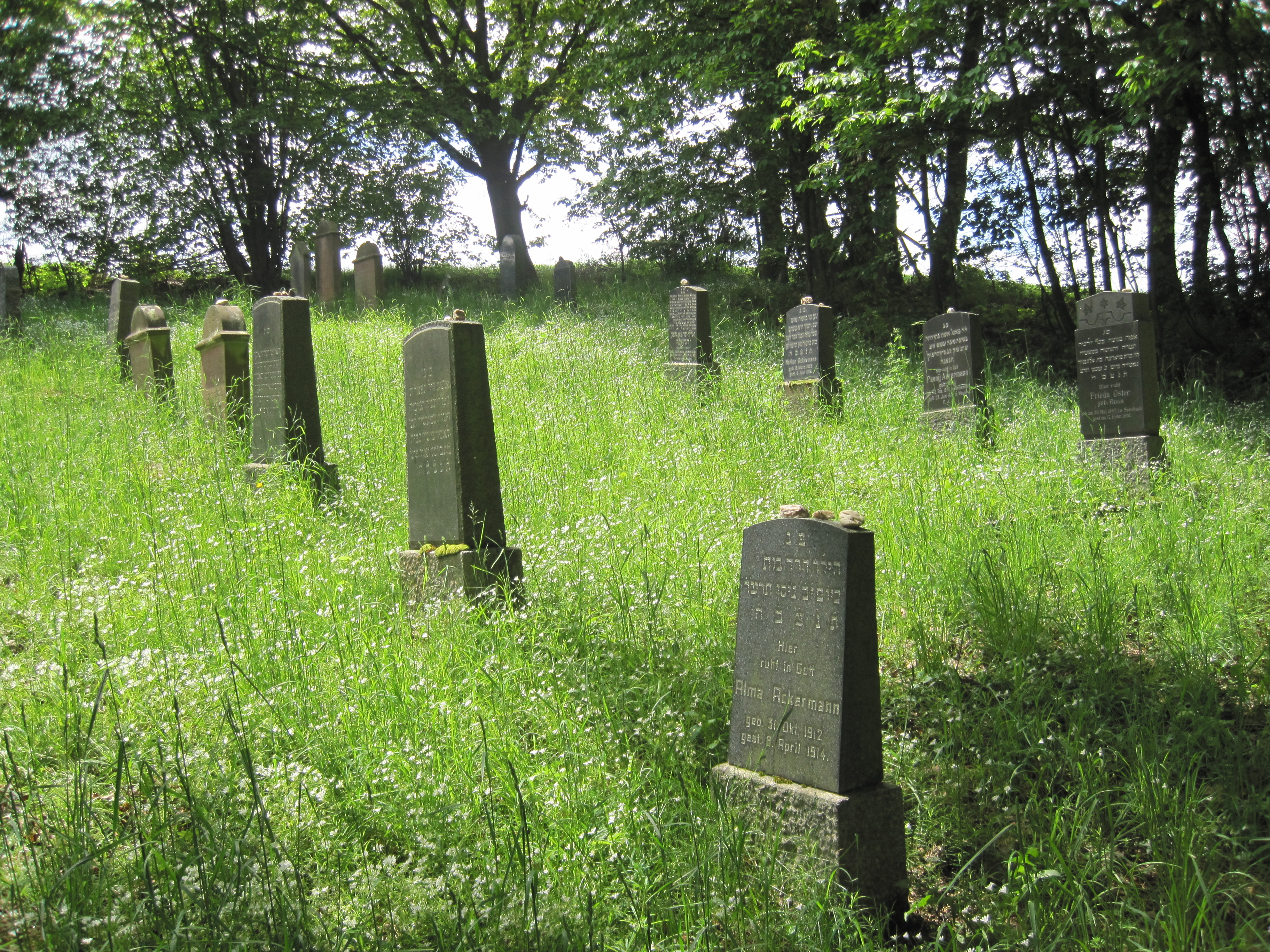
Jüdischer Friedhof Nochern

Der Jüdische Friedhof Nochern in Nochern, einer Ortsgemeinde im Rhein-Lahn-Kreis in Rheinland-Pfalz, ist ein Kulturdenkmal. Es befindet sich in der Gemarkung „Hinter dem weißen Stein“ am Waldrand außerhalb des Ortes.

## Geschichte
Entstanden ist der gemeinsame Friedhof der zur Synagogengemeinde Weyer gehörenden Orte Weyer, Lierschied und Nochern in der zweiten Hälfte des 19. Jahrhunderts. Eine Belegung erfolgte bis 1936. 1944 wurde der Friedhof zwangsverkauft. Auf dem nicht eingefriedeten, 25,40 Ar großen Friedhof sind 25 Grabsteine (Mazewot) erhalten. Außer den Grabsteinen existiert eine liegende Gedenkplatte für die während der NS-Zeit ermordeten Familien Gerson und Oster (beide aus Nochern), Ackermann (Weyer) und Grünebaum (Lierschied).